# Japándob

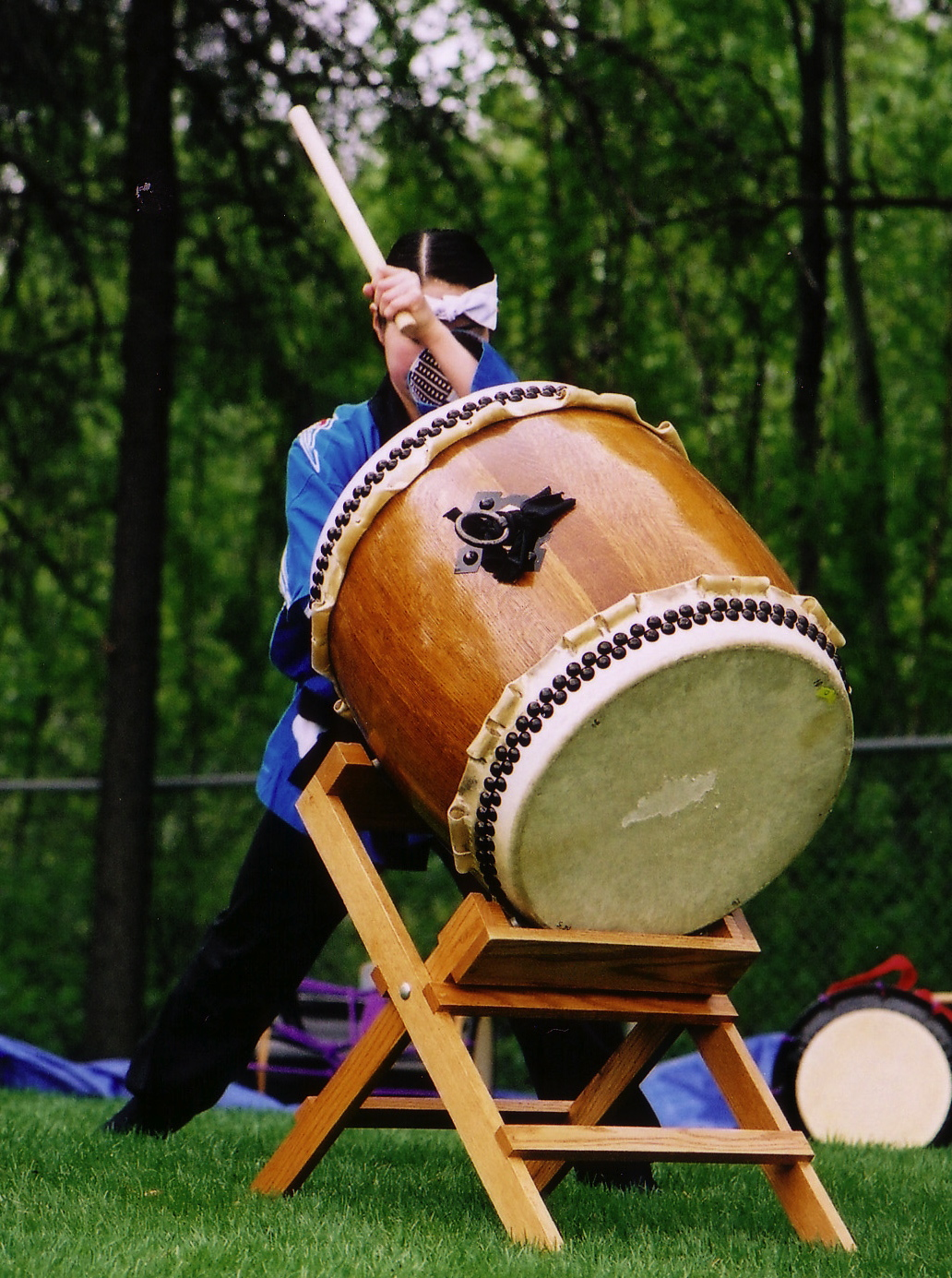
Taiko-dob

A taiko, vagy más néven vadaiko japán szavak, eredeti jelentése: japándob – egészen pontosan egy bizonyos, Japánban használt membranofon ütőhangszertípusra vonatkozik.
Az ezerkilencszázas évek közepétől azonban a taiko kifejezés már egy zenei stílust jelöl, mégpedig a japándobokon játszott csoportos dobstílust, amelyet az ötvenes években Ogucsi Daihacsi fejlesztett ki, nagyjából a ma ismert formának megfelelően.

## A taiko dobolás
A taiko mint csoportos dobstílus viszonylag fiatal művészeti ág, noha előzményei a japán zenében több száz éves múltra tekintenek vissza. Az elmúlt fél évszázadban ugyanakkor a taiko olyan népszerűségre tett szert, ami Japánban több mint 10 000 csoport megalakulását eredményezte, együttesenként átlagosan 12-15 fő részvételével. A műfaj vonzereje Amerikában, Nyugat-Európában, Ausztráliában és más országokban is újabb és újabb taikocsoportok születéséhez vezetett.
Közép-Kelet-Európában egészen 2000-ig nem volt fellelhető ez a stílus. A térségben elsőként Magyarországon alakult japándobcsoport, és ez ma már nem az egyetlen.
Ez a vonzó és látványos zenei műfaj könnyen felismerhető a dobolást kísérő mozgáskultúráról, amit maguk a dobosok adnak elő, miközben ütik a "bőrt", és jellegzetes dobjairól, amiknek a mérete az egészen kicsitől a több méter átmérőig terjedhet. A dobokat kísérhetik még egyéb (ütős, húros, furulya stb.) hangszerek is.
Alap hangszerek:
- Nagado-daiko (mija-daiko)
- Hirado-daiko
- Odaiko
- Okedo-daiko
- Sime-daiko
- Ucsiva-daiko

Kiegészítő hangszerek:
- Atarigane
- Dora
- Sinobue
- Samiszen
- Koto
- Csappa

Kiegészítők:
- Bacsi, amivel ütik a dobot

## Dobcsoportok

### Japán dobcsoportok
- Gocoo Archiválva 2006. október 15-i dátummal a Wayback Machine-ben
- Art Lee
- Kodo
- Eitetsu Hayashi
- Oedo Sukeroku Daiko
- Shidara
- TAO
- Tokara
- Wadaiko Yamato
- Hinokiya
- Za Ondekoza

### Magyar dobcsoportok
YumeDon Taiko 
- Kiyo Kito Taiko
- ATARU - TRaDiCioNáLis JaPáN - üTőeGYüTTeS
- TAIKO Hungary Japándob Egyesület
- Dobolda Taiko

## Külső hivatkozások
- Musashino Summer Festival 2001 Video
- A taikórol angol nyelven Archiválva 2011. szeptember 29-i dátummal a Wayback Machine-ben